# Krupa (Apollo 440)
Krupa è un singolo del gruppo musicale britannico Apollo 440, pubblicato il 15 luglio 1996 inserito nel secondo album Electro Glide in Blue.
La canzone è un omaggio a Gene Krupa, il batterista polacco-americano, ed è quasi interamente strumentale. Le uniche parti parlare del brano sono Yeah Yeah e Now Back to the Gene Krupa Syncopated Style (un campionamento preso dal dialogo nel film Taxi Driver), che vengono ripetuti solo un paio di volte. Le parti ritmiche della batteria sono state campionate da The Ballroom Blitz degli Sweet.
È stato realizzando anche un video musicale che mostra varie persone normali in una giornata normale in una tipica città. Il video evita di mostrare i volti delle persone per enfatizzare il focus sulla musica stessa.